# Pidricicea, Kamin-Kașîrskîi
Pidricicea (în ucraineană Підріччя) este un sat în comuna Rakiv Lis din raionul Kamin-Kașîrskîi, regiunea Volînia, Ucraina.

## Demografie
Componența lingvistică a localității Pidricicea
     Ucraineană (100%)
Conform recensământului din 2001, toată populația localității Pidricicea era vorbitoare de ucraineană (100%).